# Stuitklier
Een stuitklier, glandula uropygii of glandula uropygialis is een onderhuids orgaantje vlak boven de staart van een vogel. In de stuitklier wordt vet geproduceerd dat via een kleine uitstulping naar buiten komt. 
Het vet uit de stuitklier is noodzakelijk om het verenkleed van een vogel in goede conditie te houden. Zonder vetlaag zouden veren gemakkelijk vocht absorberen. Vogels zouden daardoor verkleumen en niet meer in staat zijn te vliegen of, in het geval van watervogels, te drijven. Het vet maakt de veren ook soepeler en beter bestand tegen slijtage.
Vogels stimuleren hun stuitklier met de snavel en verspreiden het vet over hun verenkleed door middel van strijkende bewegingen met snavel en kop. 
Uit onderzoek is gebleken dat vet uit de stuitklier ook andere functies kan vervullen. Bij sommige vogelsoorten geeft het kleur aan de veren, werkt het bacteriewerend of verspreidt het een geur die roofdieren onaangenaam vinden.
Niet alle vogelsoorten hebben een stuitklier. Bij onder meer papegaaiachtigen is de functie van de stuitklier vervangen door de groei van speciale donsveertjes. Deze verpulveren en vormen een waterafstotend poeder op het lichaam van de vogel.